# 곽율
곽율(郭𧺝, 1531년 ~ 1593년)은 조선 중기의 문신으로 남명(南冥) 조식(曺植)의 문인이다. 본관은 현풍(玄風)이며 자는 태정(泰靜), 호는 예곡(禮谷)이다. 문집으로 《예곡집(禮谷集)》이 전한다.

## 생애
1531년 경상도 현풍(현 대구광역시 달성군 현풍읍) 솔례(率禮)에서 출생하였다. 김해(金海) 산해정(山海亭)에 있던 남명(南冥) 조식(曺植)의 문하를 출입하였으며 1558년 생원시에 합격하였으나 이후로 대과에 뜻을 두지 않고 학문에만 전념하였다. 1564년 4월 월와(月窩) 진극원(陳克元)을 찾아갔는데 이때 수족당(睡足堂) 전우(全雨)가 함께 하였다. 이후 1572년 42세에 성균관의 천거로 조지서(造紙署) 별제(別提)에 임명되어 관직생활을 시작하였다. 1573년 봄에는 어버이를 모시기 가까운 김천도(金泉道) 찰방(察訪)으로 전임되었다. 1580년 내섬시(內贍寺) 직장(直長)에, 1585년 송라도(松羅道) 찰방에, 1586년 홍산(鴻山)현감에 제수되었다. 특히 홍산현감으로 재직한 6년 동안 많은 치적을 쌓아 이후 군자감(軍資監) 판관(判官) 예천군수로 승진하였다.
1592년 임진왜란이 일어나자 안음현(安陰縣)으로 피신하였는데, 그때 초유사(招諭使)로 파견된 김성일(金誠一)에 의해 초계(草溪) 가군수(假郡守)로 임명되었고, 곧이어 정식으로 초계군수가 되어 왜적과 맞서 싸웠다. 당시 초계 지역의 의병은 순수의병제에서 관민연합제로 전환하는 과정이었으며 자신도 초계 의병군의 참모장으로 수많은 전투에 참여, 낙동강 도하를 차단하여 초계 지방과 경상우도 지역을 보전할 수 있었다. 1593년 초계 관사에서 병사하였다. 1695년 지역 유림에 의해 세워진 도동서원 별사(道東書院 別祠)에 제향되었다.

## 가족 관계
- 증조부 : 곽승양(郭承陽)
- 할아버지 : 곽당(郭塘)
- 할머니 : 한양 조씨(漢陽趙氏) - 이조정랑 조덕생(趙德生)의  손녀, 사과 조건(趙建)의 딸, 김일손(金馹孫)의 생질
- 아버지 : 곽지인(郭之仁)
- 어머니 : 창녕조씨(昌寧曺氏)
  - 동생 : 곽익(郭𧾰)
  - 부인 : 청주 정씨(淸州鄭氏) - 정사성(鄭思誠)의 딸
    - 장남 : 곽영희(郭永禧)
    - 장녀 : 이후경(李厚慶)에게 출가
      - 외손자 : 이도보(李道輔)
      - 외손자 : 이도형(李道亨)
      - 외손자 : 이도희(李道熙)

## 교유
| - 낙천(洛川) 배신(裵紳) - 동강(東岡) 金宇顒(김우옹) - 존재(存齋) 곽준(郭䞭) | - 설월당(雪月堂) 김부륜(金富倫) - 한강(寒岡) 정구(鄭逑) - 설학(雪壑) 이대기(李大期) | - 월와(月窩) 진극원(陳克元) - 대암(大庵) 박성(朴惺) |

## 저서
- 《예곡집(禮谷集)》

## 참고 문헌
- 《선조실록(宣祖實錄)》25년
- 《덕천사우연원록(德川師友淵源錄)》
- 《학봉전집(鶴峰全集)》
- 《월와일고(月窩逸稿)》
- 《용사일기(龍蛇日記)》

## 관련 서적
- 최석기 교수 외 6인,《남명南冥 조식曺植의 문인들》 (보고사, 2012)